# Marguerite Gilbert
Pour les articles homonymes, voir Gilbert.
Marguerite Jeanne Besnard, connue sous le nom de Marguerite Gilbert, née le 1er décembre 1899 à Nogent-sur-Seine et morte le 14 novembre 1992 à Paris 13e, est une chanteuse d'opérette, de café-concert et de music-hall. Elle est aussi connue pour ses imitations.

## Biographie
Marguerite Besnard est la fille de Camille Louis Besnard, employé aux ateliers des chemins de fer de l'Est, et de Cécile Jeanne Gilberte Gilbert, pianiste, compositrice et artiste de music-hall,.
À cinq ans, Marguerite Gilbert commence par la danse classique, à l'école de ballet du théâtre du Châtelet, où elle danse dans Coppélia et joue des claquettes. Elle fait ses débuts chorégraphiques sur la scène de l'Alcazar d'été, au cours d'une fête de charité, sous le pseudonyme de Little Pâquerette. Elle quitte l'école du Châtelet vers douze ans et rentre au lycée, puis étudiante en droit. Après ses examens, elle devient  pendant six mois la secrétaire d'un grand avocat et se destine au barreau. 
En 1922, elle joue une opérette au casino de Contrexéville. Elle prend des leçons de chant, passe une audition à la Gaîté-Lyrique et est engagée. Elle y joue Les Cloches de Corneville, Mam'zelle Nitouche et en 1924, La Mascotte avec Henri Vilbert, Louise dans Les Mousquetaires au couvent, Clairette dans Les Vingt-huit jours de Clairette et dans La Fille de Madame Angot.
En 1924, elle crée le rôle d'Antoinette dans La Perle de Chicago, opérette de Maurice Dekobra, Sylvabell et Demars, à la Gaîté-Lyrique,.  
En 1926, elle joue dans Flup !... de Gaston Dumestre et Joseph Szulc à Mogador. Elle est engagée ensuite à l'Apollo. Les frères Isola, l'engage pour jouer le rôle de Lucile, puis de Flora dans l'adaptation française de No, No, Nanette de Roger Ferréol, à Mogador,,. 
En 1928, elle chante dans la revue, Le Luxe de Paris, de Léo Lelièvre, Henri Varna et Fernand Rouvray, au Palace, aux côtés de Raquel Meller, Marcel Dalio, Georges Pomiès, Lila Nikolska, des sœurs Irwin,,,,.
En 1929,  elle crée Bateau de nuit, opérette d'André Bisson et Jerome Kern, aux Célestins, avec Marcelle Yrven et Félix Galipaux. Elle passe ensuite au théâtre de l'Empire.
Au tournant des années 1930, elle passe de l'opérette au music-hall, elle compose un numéro de music-hall et le présente à plusieurs impresarii. Elle fait pour la première fois un tour de chant dans le cabaret de Lys Gauty à Bruxelles. Elle est engagée par Raoul Arnaud et chante au casino de Vichy et de Trouville.

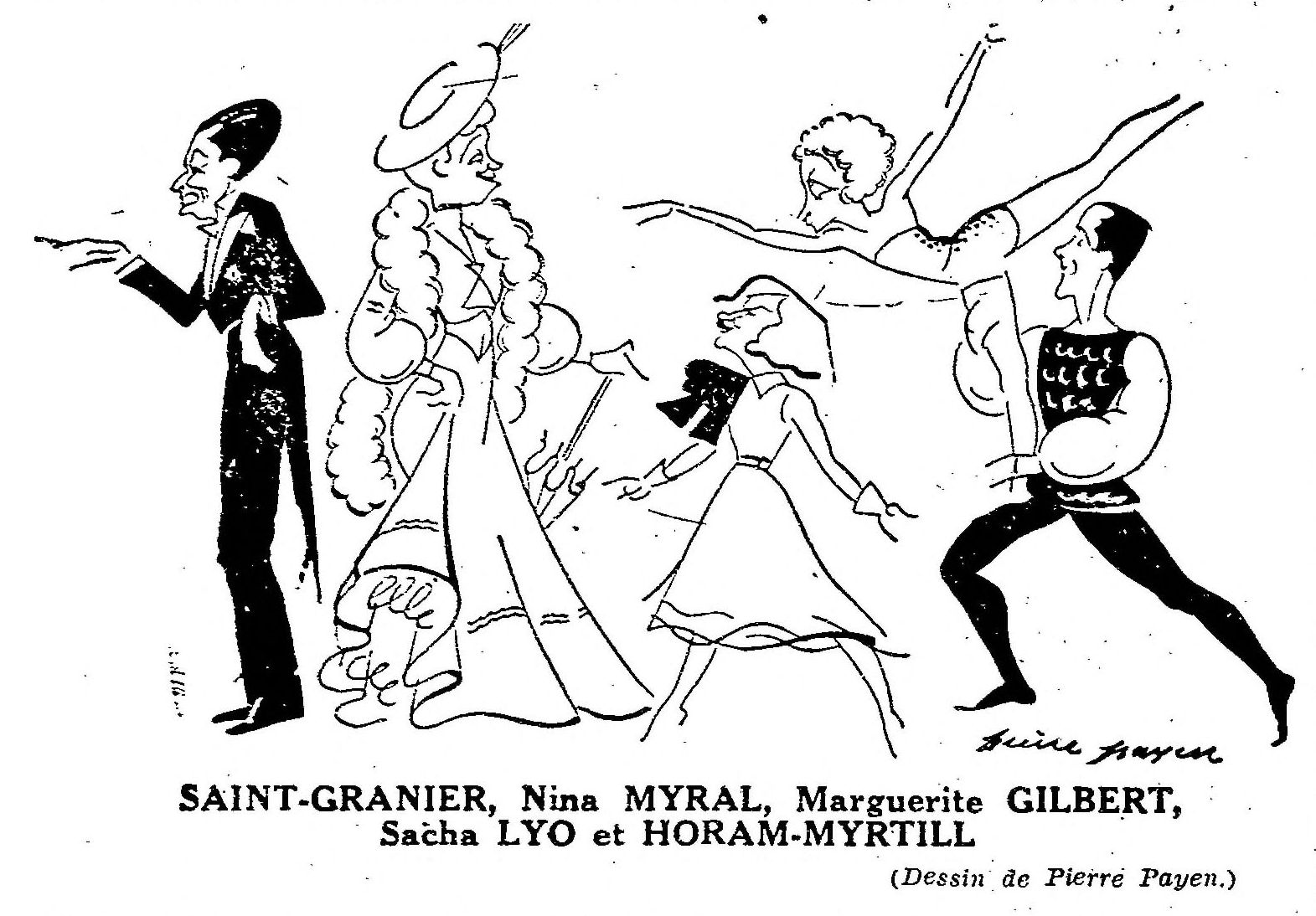
Saint-Granier, Nina Myral, Marguerite Gilbert, Sacha Lyo et Horam-Myrtill, dans la revue Folies de Paris aux Folies-Marigny

En 1930, elle chante à l'Empire, où ses débuts au music-hall sont assez difficiles, ; ensuite au Moulin de la Chanson où elle imite Mistinguett, Georgius, Joséphine Baker et Maurice Chevalier. Elle passe à Aix les Bains, au casino de Vichy et dans La Grande Revue, à l'Élysée Palace à Vichy. Elle joue dans la revue Folies de Paris de Saint-Granier aux Folies-Marigny, avec Saint-Granier et Nina Myral,,,.
Elle apparaît sur scène pour la réouverture de l’Alhambra le 25 septembre 1931,,, et pour l'inauguration d'un nouveau cabaret La Taverne Hauteville, rue d'Hauteville. 
Elle passe à Bobino et à l'Empire en février 1932 et fait l'inauguration de L'Aéroport, un boite de nuit de Montparnasse, dirigée par André Ekyan,,. Elle est en concurrence avec Marie Dubas . Elle passe à l'Alhambra en fin d'année,.
En 1933, elle joue Cloclo dans Azor au théâtre Daunou, et chante au casino des Fleurs à Vichy pendant la saison d'été, à Bobino en fin d'année.
En 1934, elle fait une tournée en France, Nice, Cannes, Juan-les-Pins, Biarritz, Arcachon, Deauville, Le Havre, Etretat, Vittel, Menton ; elle passe au Palace-Théâtre d'Avignon, au casino de la cigale à Cavaillon, à L'Européen et à l'Alcazar de Paris, 8, rue du Faubourg-Montmartre,.
En 1935, elle anime l'arrivée du Tour de France au parc des princes, passe à L'Européen, aux Ambassadeurs, au bar du soleil à Deauville, aux Variétés à Marseille.
En 1936, elle passe à l'Alhambra, fait une tournée à Aix en Provence et en Corse, passe à l'ABC avec Damia, puis à L'Empire. Elle joue au Trianon de nombreux sketches dans la revue, Montmartre s'amuse, de Valentin Tarrault et Earl Leslie, avec Cloé Vidiane et Fréhel.
Début 1937, elle crée Normandie, opérette de Paul Misraki aux Célestins. Elle fait de la publicité à la radio sur le Poste Parisien et fait une tournée en Belgique et en Suisse. Elle brûle les planches à l'Empire en mai, et à l'ABC à la fin de l'année, où elle ajoute une imitation d'Elvire Popesco à son répertoire,.
En 1938, elle fait une tournée en France et en Europe, elle chante au bar du soleil à Deauville, passe à l'ABC à la fin de l'année avec Charles Trenet et Susy Solidor,; au casino municipale de Cannes.
En 1939, elle chante au Casino Montparnasse, 35-37 rue de la Gaîté, à l’Alhambra, passe aux Variétés-Tabarin à Nice, fait une tournée d'été en Belgique , Ostende, Knock, Chaudfontaine, Bruxelles, au Portugal et en France, sur les plages et dans les villes d'eaux, Vittel, Vichy, Deauville, La Baule, Evian et Aix-les-Bains,.
En 1940, elle chante aux Optimistes, 30, rue de Gramont, avec Gabriello et Germaine Montero,.
En 1941, elle passe et fait des imitations à l'ABC en même temps que Gabriello.
En 1942, elle passe à L'Européen, se produit au gala de l'Union des artistes et chante en Allemagne pour les prisonniers  et les ouvriers du STO. En 1943, elle passe au Jardin de Montmartre et au Gaumont-Palace pour les familles des travailleurs du STO . En 1944, elle donne des spectacles dans des camps de prisonniers en Allemagne.
Elle apparaît sur scène en 1948.

## Opérettes
- 1924 : La Perle de Chicago de Maurice Dekobra, Harry Sylvabell et Léo-Noël Demars, à la Gaîté-Lyrique, rôle d'Antoinette[92].
- 1929 : Bateau de nuit, d'Alexandre Bisson et Anne Cadwell, adaptation française d'André Bisson, aux Célestins[93].
- 1933 : Azor de Raoul Praxy et Max Eddy sur une musique de Gaston Gabaroche, rôle de Cloclo au théâtre Daunou[94].

## Répertoire
Ce répertoire comporte surtout des chansons destinées à devenir des « scies » populaires. Elles sont signées André Tabet, Casimir Oberfeld, Cécile Gilbert (sa mère), Vandari, Pierre Jacob, Pierre Bayle et Jacque Simonot, Mireille et Michel Emer.
- 1929 : Le geste parisien
- 1929 : A la page
- 1929: Si j'étais...
- 1930 : Ça vient naturellement d'Albert Willemetz et Charles-Louis Pothier, musique de Casimir Oberfeld.
- 1930 : Margot, oh, Margot !
- 1930 : Je cherche une chanson
- 1933 : C’est pour l’amour (qu’on fait ces trucs là)  d'Albert Willemetz, musique de Casimir Oberfeld[95].
- 1933 : Il n'aime pas La Java, paroles de Marc-Hély.
- 1933 : L'ablette
- 1933 : Les Gars de la Marine
- sd : Chez moi ça vient naturellement
- sd : Jupes courtes ou jupes longues
- sd : Quand on a de ça
- sd : Que fait-on Margoton, de Jean Tranchant
- sd : À quoi rêvent les jeunes filles
- sd : Je suis une femme du monde de Gaston Gabaroche et Pierre Varenne
- 1937: Ça vaut mieux que d'attraper la scarlatine[68]
- 1937 : Je m'appelle Marguerite de Henri Cor et René Mercier
- 1937 : Le Parapluie[71]
- 1937 : J'aimerais voir ça aux actualités
- 1937 : J'suis snobinarde
- 1937 : Les Devinettes
- 1937 : T'es un poids lourd
- 1937 :  Il est trop sentimental de Pierre Varenne et André Tabet
- 1937 : Les Gigolos d'André Tabet
- 1938 : Ca fait plus jeune comme ça de Johnny Hess et Jean Laurent[25]
- 1938 : Les Joyeux de Lucien Boyer et Silviano
- 1938 : Y calcul' tout de Camille François
- 1938 : Et avec ça qu'est ce qu'il faut vous servir ? de Victor Vallier
- 1938 : Un conte de fée de Tiarko Richepin
- 1939 : Quand j'vais m'promener avec Toto[96].
- 1939 : Avec son piano d'André Tabet et Cécile Gilbert
- 1939 : Quand une femme de Pierre Bayle et Jacques Simonot
- 1939 : Le Roll-skip de Bertal-Maubon et C. de Rynal
- 1941 : Si tu revois Paris, d'Henri Kubnick et Vincent Scotto
- 1942 : Y a de belles filles
- 1942 : Dudule, le roi des camelots

## Vie privée
Elle se marie le 25 avril 1931 avec Raphaël Bethenod de La Casas, pilote automobile dont elle divorce le 23 juin 1959.
En 1938, elle habite 78 boulevard de Courcelles.